# Zbýšov
Zbýšov  è una città ceca situata nel distretto di Brno-venkov, in Moravia Meridionale.